# Fatou Keïta
Fatou Keïta (* 1965 in Soubré) ist eine ivorische Schriftstellerin.
Ihr Vater studierte in Bordeaux Chirurgie, die Familie lebte in Frankreich, England und den Vereinigten Staaten. Keïta studierte an der Universität Cocody. Ihr erster Roman, Rebelle, handelt von den Lebensverhältnissen von Frauen in Westafrika.

## Bibliographie
- 1996: Le petit garçon en bleu, La voleuse de sourires, Sibani la petite dernière
- 1998: Rebelle
- 1999: Le coq qui ne voulait plus chanter
- 2002: Le billet de 10 000 F
- 2004: Un arbre pour Lollie
- 2006: Et l'aube se leva…
- 2009: Le chien qui aimait les chats!
- 2011: La petite pièce de monnaie